# Садовое (Абайский район)
Садовое (каз. Садовое) — село в Абайском районе Карагандинской области Казахстана. Входит в состав Мичуринского сельского округа. Находится примерно в 11 км к западу-северо-западу (WNW) от города Абай, административного центра района. Код КАТО — 353267200.

## Население
В 1999 году численность населения села составляла 229 человек (109 мужчин и 120 женщин). По данным переписи 2009 года, в селе проживало 200 человек (91 мужчина и 109 женщин).